# Zeleni trdoživ
Zeleni trdoživ (znanstveno ime Hydra (Chlorohydra) viridissima) je vrsta trdoživa, ki živi na večini območij zmernega podnebnega pasu. Gre za pogost organizem, ki ga lahko najdemo v stoječih vodah od zgodnje pomladi do pozne jeseni, pritrjenega na liste in spodnje strani stebel vodnih rastlin. Značilno zeleno barvo mu dajejo enocelične alge Chlorella v celicah gastrodermisa, s katerimi živi v simbiozi. Od njih dobi organske snovi, s katerimi se prehranjuje, alge pa v zameno dobijo za fotosintezo potreben ogljikov dioksid, ki nastaja pri celičnem dihanju, in odpadne produkte presnove. Zato je zeleni trdoživ na splošno manj plenilski od aposimbiotskih vrst trdoživov.